# Deliver Me (série télévisée, 2024)
Deliver Me (I dina händer) est une série télévisée dramatique suédoise en cinq épisodes d'environ 38 à 48 minutes basée sur le roman Délits mineurs de Malin Persson Giolito,. La première saison, produite par Netflix, sort sur la plateforme de vidéo à la demande le 24 avril 2024.

## Synopsis
Qui est responsable des crimes odieux commis par des enfants ?,

## Distribution
- Yasir Hassan : Bilal "Billy" Ali
- Olle Strand : Dogge
- Yusra Warsama : Leila, la mère de Billy
- Ane Dahl Torp : Jill, la mère de Dogge
- Henrik Norlén : Teo, le père de Dogge
- Ardalan Esmaili : Farid, un policier
- Mahmut Suvakci : Sudden, un commerçant
- Solomon Njie : Mehdi Bah
- Abdirahman Mohamed : Tusse, le frère cadet de Billy

## Épisodes
1. Qu'est-ce que t'as fait ?
2. Pourquoi mon fils est mort ?
3. T'as aidé personne ici
4. Vous êtes déjà des adultes
5. Tu peux rien pour moi

## Production
La production de la série a commencé début 2023 à Stockholm.  Avant la première de la série en 2024, l'auteur Malin Persson Giolito a annoncé qu'elle avait retiré son nom des crédits de production en raison de désaccords avec le scénariste Alex Haridi.
La bande-annonce de la série est sortie le 18 mars 2024.

## Réception
Oskar Gustavsson Klingenstierna de Filmtopp a donné à la série trois étoiles sur cinq, la qualifiant de « effrayante et percutante », mais se demandant si cinq épisodes étaient nécessaires étant donné son rythme lent.
 Jonatan Blomberg de MovieZine a également donné à la série trois étoiles sur cinq, mais aurait souhaité qu'elle ait plus d'épisodes pour donner plus de temps au développement de certains personnages et histoires.  
Karolina Fjellborg d' Aftonbladet a donné à la série trois étoiles sur cinq, la qualifiant de « mélancolique, lourde et bien jouée », mais notant que la série aurait pu utiliser plus d'histoire de fond sur la famille de Dogge et la spirale descendante. Elle a écrit : « Ce n'est en aucun cas mauvais, mais il est évident que quelques liens dans l'histoire manquent.